# Freedom! '90
Freedom! 90 (anche conosciuto semplicemente come Freedom) è un brano scritto, prodotto ed eseguito da George Michael, e messo in commercio per la Epic Records nel 1990. Il ! e il 90 aggiunto alla fine del titolo è per evitare confusione con il precedente brano degli Wham! chiamato, appunto, Freedom.
Il brano è presente nelle raccolte Ladies & Gentlemen: The Best of George Michael e Twenty Five.

## Video
Il videoclip del brano è stato diretto da David Fincher, e vede la partecipazione di alcune tra le più note top model dell'epoca quali Naomi Campbell, Linda Evangelista, Christy Turlington, Tatjana Patitz e Cindy Crawford, insieme ai modelli John Pearson, Mario Sorrenti, Scott Benoit, Todo Segalla e Peter Formby. George Michael non appare mai davanti alla cinepresa, e al fine di segnare il nuovo percorso artistico del cantante, nel corso del videoclip vengono distrutti tre elementi che ne avevano caratterizzato il precedente album Faith, ovvero il giubbotto di pelle (bruciato), il jukebox e la chitarra (esplosi).

## Tracce
1. Freedom! '90 - 6' 29"
2. Fantasy - 4' 12"

## Remix ufficiali
1. Freedom! '90 (Radio Version) - 7' 11"
2. Freedom! '90 (Radio Mix) - 7' 00"
3. Freedom! '90 (Mix 1 Vox Hi) - 6' 36"
4. Freedom! '90 (12" Fab Four Mix for Cleveland City) - 8' 25"
5. Freedom! '90 (X-tended Club Mix) - 6' 47"
6. Freedom! '90 (Ruffneck Mix) - 8' 23"
7. Freedom! '90 (Alternative Mix) - 7' 12"

## Classifiche
| Classifica (1990/91)             | Posizione massima |
| -------------------------------- | ----------------- |
| Australia                        | 18                |
| Austria                          | 25                |
| Belgio (Fiandre)                 | 26                |
| Canada                           | 1                 |
| Finlandia                        | 22                |
| Francia                          | 23                |
| Germania                         | 41                |
| Irlanda                          | 17                |
| Italia                           | 21                |
| Nuova Zelanda                    | 13                |
| Paesi Bassi                      | 15                |
| Regno Unito                      | 28                |
| Stati Uniti                      | 8                 |
| Stati Uniti (adult contemporary) | 27                |
| Stati Uniti (dance club)         | 16                |
| Stati Uniti (dance/electronic)   | 18                |
| Svezia                           | 20                |

## Cover
Il brano è stato oggetto di numerose cover nel corso degli anni. La più celebre è senz'altro Freedom! '96 di Robbie Williams, che nel 1996 lanciò la carriera da solista del cantante, ma vanno ricordate anche le versioni interpretate da Lance Bass (ex componente degli 'N Sync) e Peter Dante per la colonna sonora del film Io vi dichiaro marito e... marito, oppure quella di Alicia Keys agli MTV Video Music Awards 2007.

### Versione di Robbie Williams
Freedom è un singolo del 1996 pubblicato da Robbie Williams, cover di Freedom! '90 di George Michael, e rappresenta il suo esordio da solista dopo aver lasciato il gruppo dei Take That.
Il disco ha raggiunto la posizione #2 in inghilterra (molto meglio di quanto riuscì a fare la versione originale di George Michael), ma non è mai stata inclusa in nessun album del cantante. Il singolo ha venduto oltre 200 000 copie solo nel 1996, ottenendo il disco d'argento.

#### Videoclip
Il video prodotto per il brano mostra Williams intento a ballare nel mare e in un campo, in una specie di festeggiamento per aver lasciato il suo storico gruppo, i Take That.

#### Classifiche
| Classifica (1996) | Posizione massima |
| ----------------- | ----------------- |
| Australia         | 6                 |
| Austria           | 19                |
| Belgio (Fiandre)  | 16                |
| Belgio (Vallonia) | 16                |
| Finlandia         | 7                 |
| Germania          | 10                |
| Irlanda           | 6                 |
| Italia            | 10                |
| Nuova Zelanda     | 39                |
| Paesi Bassi       | 12                |
| Regno Unito       | 2                 |
| Spagna            | 1                 |
| Svezia            | 24                |
| Svizzera          | 8                 |